# Виллаверла
Виллаверла (итал. Villaverla) — коммуна в Италии, располагается в провинции Виченца области Венеция.
Население составляет 5827 человек (на 2004 г.), плотность населения составляет 353 чел./км². Занимает площадь 15 км². Почтовый индекс — 36030. Телефонный код — 0445.

## Города-побратимы
- Тулье, Италия (2006)